# Østre Havn (Aalborg)
Østre Havn er en bydel og et havneareal i Aalborg. Der bor 2.318 indbyggere (2021) på Østre Havn. Østre Havn er for tiden under byomdannelse og den ventes at udvikle sig til en moderne bydel med blandet bolig og erhverv. Tidligere har Østre havn huset korn- og foderstofvirksomheder med fabrikker og lagre. Det østligste del har tidligere huset Aalborg Værft og kaldes for værftsområdet. Arealet grænser i vest op til Aalborg Centrum, i syd op til Øgadekvarteret, i øst op til Stuhrs Brygge - Værftsområdet og Aalborg Havns vestligste del og i nord op til Limfjorden. De væsentligste veje er trafikvejen Nyhavnsgade, der udgør skellet mod Øgadekvarteret, og trafikvejen Gasværksvej der er adgangsvej til den østlige del ved Stuhrsbrygge og til Aalborg Havn. 
Arealet ejes af virksomheden A. Enggaard A/S, som har en afgørende rolle i byomdannelsesprocessen, holdingselskabet A. Enggaard Holding A/S's datterselskaber ventes også at få en afgørende rolle. 

## Planerne
Centralt for byudviklingsplanerne er Østre Havnebassin, der ventes at få en central plads sammen med havnepromenaden og Stjerneplads. Planerne er blevet udarbejdet af Aalborg Kommune begyndende med en fordebat i 2007 og frem. Centrale temaer for planprocessen har været byliv, kulturarv, videnby, bæredygtighed og lille Manhattan.

## Historie
Østre Havnebassin blev anlagt i perioden 1901-1903. I 1910 opførtes det første pakhus på kajen, hvor korn- og foderstofvirksomhederne begyndte indflytningen. I 1912 blev Stuhr Maskin og Skibsbyggeri etableret, som siden hen udviklede sig til Aalborg Værft. Korn- og foderstofvirksomhederne fik lov at blive på havnet i mere end 100 år frem til 2011, hvor de blev påbegyndt lukket og nedrevet. Arealet blev i 2006 solgt til A. Enggaard A/S, som ville bruge arealet til byudviklingsprojekter. Markedsforholdene for værftsindustrien havde i løbet af 1980'erne og 1990'erne krævet værftets lukning. 
I løbet af 2013 bliver de sidste korn- foderstofbygninger revet ned. 
I sommeren 2013 blev 168 ungdomsboliger på Beddingen indviet, de administreres af Plus Bolig. Ud mod Nyhavnsgade er et kontorhus under opførelse.